# Myonia bicurvata
Myonia bicurvata är en fjärilsart som beskrevs av Max Joseph Bastelberger 1908. Myonia bicurvata ingår i släktet Myonia och familjen tandspinnare. Inga underarter finns listade i Catalogue of Life.